# بوينت بلانك دي إس
بوينت بلانك دي إس (بالإنجليزية: Point Blank DS)‏، هي لعبة فيديو يابانية من نوع شوتم أب، صدرت اللعبة في الأسواق سنة 2006، وتعمل حصرياً على منصة نينتندو دي أس.